# Mandiakuy
Mandiakuy is een gemeente (commune) in de regio Ségou in Mali. De gemeente telt 20.522 inwoners (2009).